# 낙우회
낙우회(駱友會)는 서울대학교 미술대학 출신의 조각가들이 모여서 1963년 12월 창립한 모임이다. 20대 젊은 조각가들의 모임으로 비교적 진취적인 조각 경향을 보이는 이 모임은 1963년 7월 창립전을 가졌고 정기적인 전시회를 가졌다. 1968년 덕수궁 정원에서의 야외전을 통하여 환경공간에 대한 관심을 표시하기도 했고, 1982년 8월 20회전을 가졌다. 창립동인은 강정식, 김봉구, 송계상, 신석필, 황교영, 황택구이다.